# Антоновка (Сергиевский район)
Анто́новка — посёлок в Сергиевском районе Самарской области.
Административный центр сельского поселения Антоновка.

## География
Находится в восточной части района.

## История
Основан в 1907 г. малоземельными украинскими крестьянами, переселенцами из Херсонской губернии. Они купили землю, принадлежавшую князю Голицину по 2 рубля за десятину. В 1931 г. в посѐлке Антоновский Серноводского Совета было 42 хозяйства, в которых
насчитывалось 242 человека украинского населения. В 1932 г. был образован Серноводский свиносовхоз Куйбышевского треста народного комиссариата зерновых и животноводческих совхозов РСФСР им. Блюхера. В 1944 г. Серноводский свиносовхоз стал называться подсобным хозяйством курорта «Сергиевские минеральные воды».

## Население
| 2008 | 2010 | 2012 | 2013 | 2014 | 2015 | 2016 |
| ---- | ---- | ---- | ---- | ---- | ---- | ---- |
| 752  | ↘746 | ↘739 | ↘720 | ↘709 | ↘702 | ↘695 |
| 2017 | 2018 | 2019 | 2020 | 2021 |      |      |
| ↗696 | ↘683 | ↘679 | ↘658 | ↗708 |      |      |